# Vienna Standard Mean Ocean Water
Das Vienna Standard Mean Ocean Water, abgekürzt VSMOW, zu deutsch etwa Wiener mittleres Standard-Ozeanwasser, wurde 1968 durch die Internationale Atomenergieorganisation (IAEO, mit Sitz in Wien) als Standard für (Reinst-)Wasserproben definiert. Er ergibt sich aus Referenzwerten für die Wasserstoff- und Sauerstoff-Isotopenverhältnisse, die sich an der Zusammensetzung von Ozeanwasser orientieren. Sehr sauberes (destilliertes) VSMOW-Wasser wird demnach für Bestimmungen der physikalischen Eigenschaften von Wasser mit höchsten Anforderungen verwendet und dient als weltweit anerkannter und vielbenutzter Isotopen- bzw. Laborstandard.
Zuvor waren Ozeanwasser und geschmolzener Schnee als Referenzpunkte genutzt worden. Diese Werte wurden in den 1960er Jahren durch die Definition von Standardozeanwasser (SMOW oder Standard Mean Ocean Water) verfeinert. Das damalige U.S. National Bureau of Standards (heute National Institute of Standards and Technology) erstellte zwar, ebenso wie heute z. B. die deutsche Bundesanstalt für Materialforschung und -prüfung, bereits Wasserstandards zum internationalen Gebrauch, allerdings kamen schnell Zweifel bezüglich der Einhaltung der eigenen Vorgaben auf. VSMOW ist eine weitere Feinabstimmung der ursprünglichen SMOW-Definition und wurde 1967 von Forschern an der Scripps Institution of Oceanography erstellt, die Destillate von Ozeanwässern verschiedener Orte der Welt mischten.

## Motivation
Die Notwendigkeit für einen Wasserstandard ergibt sich daraus, dass destilliertes Wasser nicht überall gleich ist. Trotz der ständigen Mischungsprozesse auf der Erde (Regen, Ozean-, Schmelz-, Flusswasser usw.) werden durch kontinuierliche Verdampfungsprozesse bestimmte Isotope an- und abgereichert. Die Ursache dafür ist, dass die aus unterschiedlichen Wasserstoff- und Sauerstoffisotopen zusammengesetzten Wassermoleküle unterschiedlich schwer sind und daher unterschiedlich leicht verdampfen. Für isotopenreine Wässer ließen sich auch unterschiedliche Siedepunkte bestimmen, die um mehrere 100 µK voneinander abwichen.
Dadurch ist z. B. Regenwasser (und damit auch Gletschereis und das meiste Grundwasser) etwas ärmer an schwereren Isotopen. Der Tritiumanteil im Wasserstoff, also auch im Wasser, entsteht durch Höhenstrahlung und zerfällt dann mit einer Halbwertszeit von rund 12 Jahren. Daher ist dieser bei Regenwasser relativ groß, während er in Grundwasservorräten gegen 0 sinken kann. Für die meisten Messungen an VSMOW spielt er allerdings keine Rolle (vgl. unten Zusammensetzung).
| beteiligte Isotope                                                       | Stoffmengenverhältnis | Stoffmengenverhältnis                                       | Erläuterung                                           |
| beteiligte Isotope                                                       | molar (ppm)           | als Bruch                                                   | Erläuterung                                           |
| ------------------------------------------------------------------------ | --------------------- | ----------------------------------------------------------- | ----------------------------------------------------- |
| {\displaystyle {\frac {n({}^{2}\mathrm {H} )}{n({}^{1}\mathrm {H} )}}}   | 155,76 ± 0,1          | {\displaystyle \approx \!{\tfrac {1}{6420}}}                | 2H ist Deuterium.                                     |
| {\displaystyle {\frac {n({}^{3}\mathrm {H} )}{n({}^{1}\mathrm {H} )}}}   | (1,85 ± 0,36)·10−11   | {\displaystyle \approx \!{\tfrac {1}{5{,}41\cdot 10^{16}}}} | 3H ist Tritium, kann meistens vernachlässigt werden.  |
| {\displaystyle {\frac {n({}^{17}\mathrm {O} )}{n({}^{16}\mathrm {O} )}}} | 379,9 ± 1,6           | {\displaystyle \approx \!{\tfrac {1}{2632}}}                |                                                       |
| {\displaystyle {\frac {n({}^{18}\mathrm {O} )}{n({}^{16}\mathrm {O} )}}} | 2005,20 ± 0,43        | {\displaystyle \approx \!{\tfrac {1}{498{,}7}}}             | 18O/16O wird oft in Form des δ18O-Wertes ausgedrückt. |

## Zusammensetzung
Die Zusammensetzung von VSMOW ist festgelegt durch die molaren Anteile der jeweiligen Isotope der beiden Elemente Wasserstoff und Sauerstoff, wobei sich diese Angaben immer auf das häufigste Isotop des jeweiligen Elements beziehen (also auf 1H und auf 16O).
Die vorletzte Zeile besagt z. B., dass 16O-Atome (das häufigste Sauerstoffisotop mit acht Protonen und acht Neutronen) etwa 2632 mal öfter in Ozeanwasser vorhanden sind als 17O-Atome (mit neun Neutronen).

## Eigenschaften
- Höchste Dichte: 999,97495 kg/m3 (bei 277,134 K bzw. 3,984 °C) (Anomalie des Wassers)
- Schmelzpunkt: 0,002519 °C bzw. 273,152519 K
- Dichte von Eis am Schmelzpunkt: 916,8 kg/m3
- Siedepunkt bei 101,325 kPa (vgl. Normaldruck): 373,1339 K bzw. 99,9839 °C (99,974 °C bei Benutzung der ITS-90)
- Tripelpunkt: 0,01 °C bzw. 273,16 K (bis 2018 per Definition des Kelvin) bei 611,657 Pa
- molare Masse: 18,015268 g/mol